# IsoD
IsoD（アイエスオーディ）は野球において打者を評価する指標の1つ。Isolated Discipline（単離された自制心）の略。

## 概要
IsoD = 出塁率 - 打率
出塁率から打率を減算した数値で、「四死球によってどの程度出塁したか」を測るための指標だが、セイバーメトリクスの分析で使用される機会は少ない。四球獲得能力の測定は四球/打席数で算出するBB%の利用が主流となっている。
評価基準は0.07から0.08あれば合格点、0.1越えならその分野では一流と言われている。IsoDには四球だけでなく死球も含まれるものの、IsoDが高値を示す選手は選球眼が良く、「しぶとく粘り強い打者」「投手にとって厄介な存在」とも評される。

## セイバーメトリクスによる選球ランキング
元ロサンゼルス・ドジャースGMポール・デポデスタは、「打撃能力を査定する際には、出塁率とP/PA（一打席当たりの被投球数）がきわめて大きな意味を持つ」とも述べている。同様に、IsoDとP/PAを併せ見ることにより選球能力の優劣を多角的に判断することが可能になる、との考え方も存在する。これによると、タイロン・ウッズが5.69（IsoD.148 ×10 ＋ P/PA 4.21）、タフィ・ローズが5.29（IsoD.112 ×10 ＋ P/PA 4.17）で2007年度セ・パ両リーグの選球ランク一位――「選球王」となる。以下、松中信彦、山崎武司、ベニー・アグバヤニ、アレックス・カブレラ、高橋由伸、金本知憲、アーロン・ガイエルらがランク上位を占めており、彼等は警戒されて四球数と被投球数が増えるという事情もあろうが、選球眼の鋭さは全体的な打撃成績アップにつながるという一つの傾向が見て取れる。なお、俊足巧打タイプの最高ランクは青木宣親が4.95（IsoD .087 ×10 ＋ P/PA 4.08）でセ6位、田中賢介が4.68（IsoD .066 ×10 ＋ P/PA 4.02）でパ9位に位置している
。